# Kurt Busch
Kurt Thomas Busch (Las Vegas, 4 agosto 1978) è un pilota automobilistico statunitense, vincitore della NASCAR Sprint Cup Series nel 2004 e dell'IROC nel 2003.

## Carriera
Corre nella Sprint Cup Series dal 2000 con il team Roush Racing e vettura numero 97 con cui vince il titolo nel 2004. Nel 2006 si trasferisce nel Team Penske con l'auto nr. 2 fino al 2010 e poi dal 2011 la nr. 22. Nel 2012 passa al Team Phoenix, dove passa un'annata disastrosa. Nel 2013 corre con il Furniture Row Racing e il nr. 78 e nel 2014 con lo Stewart-Haas Racing utilizzando il nr.41. Dal 2019 corre con Chip Ganassi Racing con la Chevrolet Camaro ZL1 nr.1.

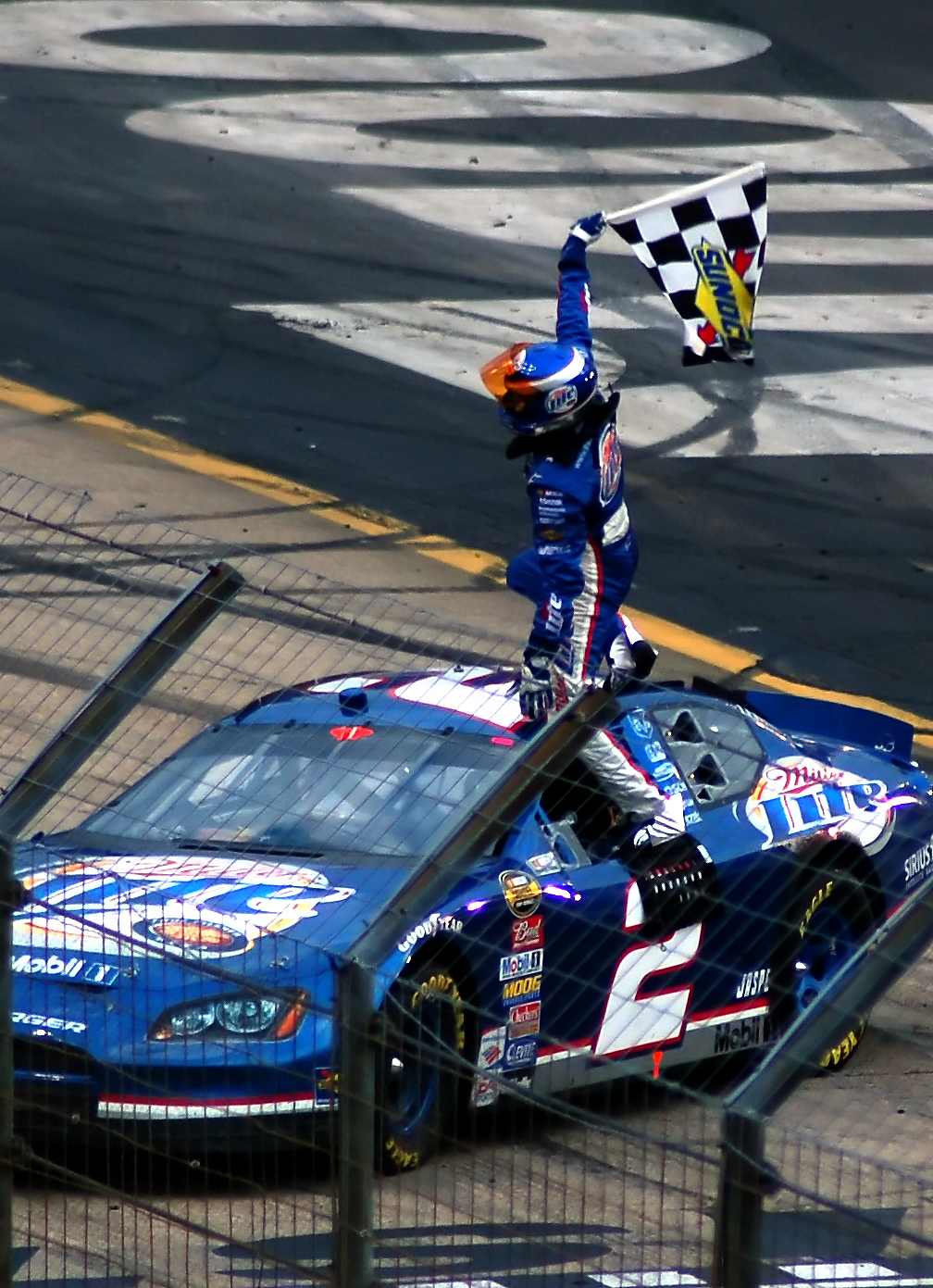
Kurt Busch Bristol 2006
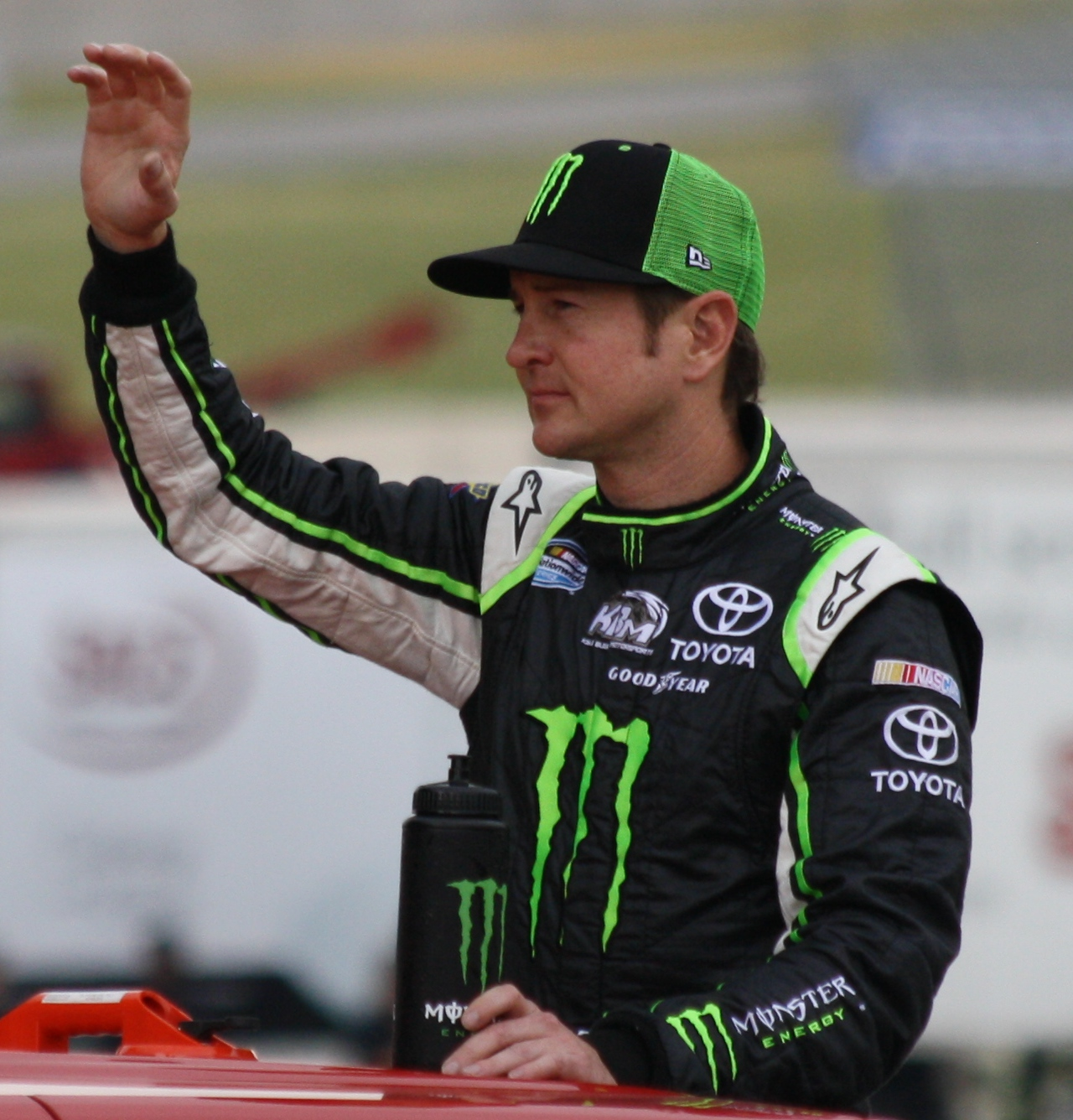
Kurt Busch a Road America

## Risultati

### NASCAR
(chiave) (Grassetto – Pole position assegnata dal tempo di qualificazione. Corsivo – Pole position guadagnata dalla classifica a punti o dal tempo di pratica. * – La maggior parte dei giri in testa.. 1-2,...   - Stage vinta)

#### Cup Series
| 2000 | Roush Racing               | 97 | Ford   | DAY     | CAR    | LVS    | ATL     | DAR    | BRI    | TEX    | MAR    | TAL    | CAL    | RCH    | CLT     | DOV    | MCH    | POC     | SON    | DAY    | NHA    | POC     | IND    | GLN      | MCH     | BRI    | DAR    | RCH    | NHA    | DOV 18 | MAR 37  | CLT 13  | TAL    | CAR 24   | PHO 29 | HOM 19 | ATL 36 |         |        | 48º | 613  |
| 2001 | Roush Racing               | 97 | Ford   | DAY 41  | CAR 36 | LVS 11 | ATL 10  | DAR 30 | BRI 42 | TEX 4  | MAR 33 | TAL 3  | CAL 13 | RCH 18 | CLT 12  | DOV 39 | MCH 43 | POC 13  | SON 23 | DAY 30 | CHI 8  | NHA 42  | POC 37 | IND 5    | GLN 29  | MCH 43 | BRI 25 | DAR 39 | RCH 24 | DOV 41 | KAN 9   | CLT 22  | MAR 35 | TAL 29   | PHO 22 | CAR 39 | HOM 23 | ATL NQ  | NHA 21 | 27º | 3081 |
| 2002 | Roush Racing               | 97 | Ford   | DAY 4   | CAR 12 | LVS 20 | ATL 11  | DAR 28 | BRI 1  | TEX 23 | MAR 10 | TAL 3  | CAL 2* | RCH 27 | CLT 31  | DOV 12 | POC 40 | MCH 10  | SON 4  | DAY 31 | CHI 6  | NHA 8   | POC 2  | IND 41   | GLN 41  | MCH 39 | BRI 6  | DAR 7  | RCH 19 | NHA 2  | DOV 7   | KAN 31  | TAL 4  | CLT 12   | MAR 1  | ATL 1* | CAR 3  | PHO 6*  | HOM 1  | 3º  | 4641 |
| 2003 | Roush Racing               | 97 | Ford   | DAY 2   | CAR 2  | LVS 38 | ATL 40  | DAR 2  | BRI 1  | TEX 9  | TAL 19 | MAR 28 | CAL 1  | RCH 8  | CLT 15  | DOV 15 | POC 36 | MCH 1   | SON 28 | DAY 36 | CHI 39 | NHA 11  | POC 2  | IND 7    | GLN 12  | MCH 18 | BRI 1  | DAR 13 | RCH 24 | NHA 15 | DOV 38  | TAL 6   | KAN 40 | CLT 41   | MAR 39 | ATL 8  | PHO 4* | CAR 17  | HOM 36 | 11º | 4150 |
| 2004 | Roush Racing               | 97 | Ford   | DAY 16  | CAR 8  | LVS 9  | ATL 12  | DAR 6* | BRI 1* | TEX 6  | MAR 11 | TAL 36 | CAL 23 | RCH 31 | CLT 11  | DOV 12 | POC 5  | MCH 11  | SON 36 | DAY 4  | CHI 35 | NHA 1   | POC 26 | IND 10   | GLN 10  | MCH 6  | BRI 8  | CAL 11 | RCH 15 | NHA 1* | DOV 5   | TAL 5   | KAN 6  | CLT 4    | MAR 5* | ATL 42 | PHO 10 | DAR 6   | HOM 5  | 1º  | 6506 |
| 2005 | Roush Racing               | 97 | Ford   | DAY 2   | CAL 3  | LVS 3  | ATL 32  | BRI 35 | MAR 19 | TEX 7  | PHO 1* | TAL 7  | DAR 37 | RCH 17 | CLT 43  | DOV 9  | POC 22 | MCH 12  | SON 3  | DAY 37 | CHI 8  | NHA 2   | POC 1* | IND 18   | GLN 39  | MCH 7* | BRI 10 | CAL 12 | RCH 1* | NHA 35 | DOV 23* | TAL 8   | KAN 14 | CLT 2    | MAR 6  | ATL 36 | TEX 10 | PHO QL† | HOM    | 10º | 5974 |
| 2006 | Penske Racing South        | 2  | Dodge  | DAY 38  | CAL 16 | LVS 16 | ATL 37  | BRI 1  | MAR 11 | TEX 34 | PHO 24 | TAL 7  | RCH 29 | DAR 19 | CLT 39  | DOV 16 | POC 2  | MCH 9   | SON 5  | DAY 3  | CHI 8  | NHA 38  | POC 2  | IND 12   | GLN 19* | MCH 40 | BRI 37 | CAL 27 | RCH 27 | NHA 19 | DOV 4   | KAN 25  | TAL 3  | CLT 32   | MAR 27 | ATL 14 | TEX 8  | PHO 8   | HOM 43 | 16º | 3900 |
| 2007 | Penske Racing South        | 2  | Dodge  | DAY 41* | CAL 7  | LVS 26 | ATL 11  | BRI 29 | MAR 12 | TEX 11 | PHO 18 | TAL 3  | RCH 5  | DAR 12 | CLT 32* | DOV 42 | POC 16 | MCH 25  | SON 22 | NHA 21 | DAY 3  | CHI 6   | IND 11 | POC 1*   | GLN 11  | MCH 1* | BRI 6  | CAL 9  | RCH 9  | NHA 25 | DOV 29  | KAN 11* | TAL 7  | CLT 26   | MAR 21 | ATL 8  | TEX 8  | PHO 12  | HOM 2  | 7º  | 6231 |
| 2008 | Penske Racing South        | 2  | Dodge  | DAY 2   | CAL 13 | LVS 38 | ATL 11  | BRI 12 | MAR 33 | TEX 23 | PHO 23 | TAL 39 | RCH 42 | DAR 12 | CLT 16  | DOV 20 | POC 8  | MCH 21  | SON 32 | NHA 1  | DAY 4  | CHI 28  | IND 40 | POC 38   | GLN 10  | MCH 36 | BRI 15 | CAL 39 | RCH 10 | NHA 6  | DOV 34  | KAN 30  | TAL 21 | CLT 3    | MAR 36 | ATL 6  | TEX 41 | PHO 2   | HOM 43 | 18º | 3635 |
| 2009 | Penske Championship Racing | 2  | Dodge  | DAY 10  | CAL 5  | LVS 23 | ATL 1*  | BRI 11 | MAR 18 | TEX 8  | PHO 3  | TAL 6  | RCH 12 | DAR 16 | CLT 34  | DOV 5  | POC 37 | MCH 8   | SON 15 | NHA 3  | DAY 5  | CHI 17  | IND 27 | POC 9    | GLN 7   | MCH 36 | BRI 7  | ATL 38 | RCH 2  | NHA 6  | DOV 5   | KAN 11  | CAL 8  | CLT 10   | MAR 17 | TAL 30 | TEX 1  | PHO 6   | HOM 4  | 4º  | 6446 |
| 2010 | Penske Championship Racing | 2  | Dodge  | DAY 23  | CAL 6  | LVS 35 | ATL 1   | BRI 3* | MAR 23 | PHO 35 | TEX 4  | TAL 8  | RCH 18 | DAR 3  | DOV 19  | CLT 1* | POC 6  | MCH 3   | SON 32 | NHA 3  | DAY 7  | CHI 26  | IND 10 | POC 33   | GLN 2   | MCH 40 | BRI 9  | ATL 6  | RCH 18 | NHA 13 | DOV 4   | KAN 13  | CAL 21 | CLT 30   | MAR 16 | TAL 30 | TEX 24 | PHO 9   | HOM 18 | 11º | 6142 |
| 2011 | Penske Racing              | 22 | Dodge  | DAY 5   | PHO 8  | LVS 9  | BRI 7   | CAL 17 | MAR 16 | TEX 10 | TAL 18 | RCH 22 | DAR 27 | DOV 14 | CLT 4   | KAN 9* | POC 2  | MCH 11  | SON 1* | DAY 14 | KEN 9  | NHA 10  | IND 21 | POC 3    | GLN 38  | MCH 34 | BRI 17 | ATL 4  | RCH 5  | CHI 6* | NHA 22  | DOV 1   | KAN 13 | CLT 13   | TAL 36 | MAR 14 | TEX 30 | PHO 22  | HOM 34 | 11º | 2262 |
| 2012 | Phoenix Racing             | 51 | Chevy  | DAY 39  | PHO 15 | LVS 35 | BRI 18  | CAL 9  | MAR 33 | TEX 13 | KAN 17 | RCH 28 | TAL 20 | DAR 21 | CLT 27  | DOV 24 | POC    | MCH 30  | SON 3  | KEN 19 | DAY 35 | NHA 24  | IND 36 | POC 30   | GLN 31  | MCH 30 | BRI 28 | ATL 13 | RCH 28 | CHI 32 | NHA 35  | DOV 23  | TAL 39 |          |        |        |        |         |        | 25º | 735  |
| 2012 | Furniture Row Racing       | 78 | Chevy  |         |        |        |         |        |        |        |        |        |        |        |         |        |        |         |        |        |        |         |        |          |         |        |        |        |        |        |         |         |        | CLT 21   | KAN 25 | MAR 15 | TEX 8  | PHO 8   | HOM 9  | 25º | 735  |
| 2013 | Furniture Row Racing       | 78 | Chevy  | DAY 28  | PHO 27 | LVS 20 | BRI 4   | CAL 5  | MAR 37 | TEX 37 | KAN 15 | RCH 9  | TAL 30 | DAR 14 | CLT 3   | DOV 12 | POC 7  | MCH 35  | SON 4  | KEN 6  | DAY 6  | NHA 31* | IND 14 | POC 3    | GLN 9   | MCH 3  | BRI 31 | ATL 4  | RCH 2  | CHI 4  | NHA 13  | DOV 21  | KAN 21 | CLT 14   | TAL 18 | MAR 18 | TEX 17 | PHO 5   | HOM 21 | 10º | 2309 |
| 2014 | Stewart-Haas Racing        | 41 | Chevy  | DAY 21  | PHO 39 | LVS 26 | BRI 35  | CAL 3  | MAR 1  | TEX 39 | DAR 31 | RCH 23 | TAL 33 | KAN 29 | CLT 40  | DOV 18 | POC 3  | MCH 13  | SON 12 | KEN 12 | DAY 3* | NHA 17  | IND 28 | POC 13   | GLN 3   | MCH 31 | BRI 5  | ATL 13 | RCH 7  | CHI 8  | NHA 36  | DOV 18  | KAN 42 | CLT 11   | TAL 7  | MAR 36 | TEX 8  | PHO 7   | HOM 11 | 12º | 2263 |
| 2015 | Stewart-Haas Racing        | 41 | Chevy  | DAY QL‡ | ATL    | LVS    | PHO 5   | CAL 3* | MAR 14 | TEX 14 | BRI 15 | RCH 1* | TAL 12 | KAN 8  | CLT 10  | DOV 31 | POC 5  | MCH 1   | SON 2  | DAY 5  | KEN 10 | NHA 10  | IND 8  | POC 37   | GLN 5   | MCH 20 | BRI 14 | DAR 6  | RCH 15 | CHI 3  | NHA 19  | DOV 17  | CLT 5  | KAN 6    | TAL 10 | MAR 34 | TEX 7  | PHO 7   | HOM 8  | 8º  | 2333 |
| 2016 | Stewart-Haas Racing        | 41 | Chevy  | DAY 10  | ATL 4  | LVS 9  | PHO 6   | CAL 30 | MAR 13 | TEX 9  | BRI 3  | RCH 10 | TAL 8  | KAN 3  | DOV 5   | CLT 6  | POC 1  | MCH 10  | SON 10 | DAY 23 | KEN 4  | NHA 22  | IND 16 | POC 10   | GLN 11  | BRI 38 | MCH 12 | DAR 34 | RCH 8  | CHI 13 | NHA 5   | DOV 15  | CLT 8  | KAN 13   | TAL 4  | MAR 22 | TEX 20 | PHO 5   | HOM 13 | 7º  | 2296 |
| 2017 | Stewart-Haas Racing        | 41 | Ford   | DAY 1   | ATL 7  | LVS 30 | PHO 25  | CAL 24 | MAR 37 | TEX 10 | BRI 25 | RCH 8  | TAL 6  | KAN 19 | CLT 6   | DOV 37 | POC 4  | MCH 12  | SON 7  | DAY 28 | KEN 30 | NHA 8   | IND 29 | POC 13   | GLN 6   | MCH 11 | BRI 5  | DAR 3  | RCH 4  | CHI 19 | NHA 37  | DOV 20  | CLT 22 | TAL 25   | KAN 2  | MAR 22 | TEX 9  | PHO 21  | HOM 22 | 14º | 2217 |
| 2018 | Stewart-Haas Racing        | 41 | Ford   | DAY 261 | ATL 8  | LVS 35 | PHO 102 | CAL 14 | MAR 11 | TEX 7  | BRI 22 | RCH 11 | TAL 2  | DOV 5  | KAN 8   | CLT 8  | POC 19 | MCH 3   | SON 6  | CHI 17 | DAY 37 | KEN 6   | NHA 8* | POC 9    | GLN 9   | MCH 6  | BRI 1  | DAR 6  | IND 6  | LVS 21 | RCH 18  | CLT 5   | DOV 5  | TAL 14*1 | KAN 18 | MAR 6  | TEX 7  | PHO 32  | HOM 10 | 7º  | 2350 |
| 2019 | Chip Ganassi Racing        | 1  | Chevy  | DAY 25  | ATL 3  | LVS 5  | PHO 7   | CAL 6  | MAR 12 | TEX 9  | BRI 2  | RCH 11 | TAL 6  | DOV 13 | KAN 7   | CLT 27 | POC 11 | MCH 2   | SON 13 | CHI 13 | DAY 10 | KEN 1   | NHA 18 | POC 27   | GLN 10  | MCH 23 | BRI 92 | DAR 71 | IND 30 | LVS 39 | RCH 18  | CLT 20  | DOV 9  | TAL 28   | KAN 4  | MAR 6  | TEX 9  | PHO 11  | HOM 21 | 13º | 2237 |
| 2020 | Chip Ganassi Racing        | 1  | Chevy  | DAY 33  | LVS 25 | CAL 3  | PHO 6   | DAR 3  | DAR 15 | CLT 7  | CLT 5  | BRI 7  | ATL 6  | MAR 9  | HOM 17  | TAL 9  | POC 18 | POC 131 | IND 13 | KEN 5  | TEX 8  | KAN 9   | NHA 17 | MCH 10   | MCH 10  | DAY 14 | DOV 40 | DOV 13 | DAY 34 | DAR 8  | RCH 13  | BRI 15  | LVS 1  | TAL 32   | CLT 4  | KAN 38 | TEX 7  | MAR 5   | PHO 12 | 10º | 2287 |
| 2021 | Chip Ganassi Racing        | 1  | Chevy  | DAY 22  | DAY 4  | HOM 8  | LVS 19  | PHO 15 | ATL 39 | BRI 16 | MAR 21 | RCH 13 | TAL 35 | KAN 15 | DAR 35  | DOV 13 | COA 27 | CLT 38  | SON 6  | NSH 81 | POC 62 | POC 20  | ROA 4  | ATL 1*2  | NHA 16  | GLN 13 | IND 6  | MCH 4  | DAY 12 | DAR 6  | RCH 37  | BRI 19  | LVS 8  | TAL 4    | ROV 25 | TEX 16 | KAN 4  | MAR 7   | PHO 16 | 11° | 2297 |
| 2022 | 23XI Racing                | 45 | Toyota | DAY 19  | CAL 8  | LVS 13 | PHO 5   | ATL 3  | COA 32 | RCH 35 | MAR 6  | BRD 32 | TAL 16 | DOV 31 | DAR 28  | KAN 1* | CLT 31 | GTW 3   | SON 18 | NSH 2  | ROA 23 | ATL 22  | NHA 10 | POC INQ¤ | IRC     | MCH    | RCH    | GLN    | DAY    | DAR    | KAN     | BRI     | TEX    | TAL      | ROV    | LVS    | HOM    | MAR     | PHO    | 30° | 485  |
| † - Qualificato ma sostituito da Kenny Wallace. · ‡ – Qualificato ma sostituito da Regan Smith. · ¤ – Qualificato ma sostituito da Ty Gibbs. |                            |    |        |         |        |        |         |        |        |        |        |        |        |        |         |        |        |         |        |        |        |         |        |          |         |        |        |        |        |        |         |         |        |          |        |        |        |         |        |     |      |

##### Daytona 500
| 2001                                         | Roush Racing               | Ford      | 26  | 41  |
| 2002                                         | Roush Racing               | Ford      | 15  | 4   |
| 2003                                         | Roush Racing               | Ford      | 36  | 2   |
| 2004                                         | Roush Racing               | Ford      | 15  | 16  |
| 2005                                         | Roush Racing               | Ford      | 13  | 2   |
| 2006                                         | Penske Racing South        | Dodge     | 13  | 38  |
| 2007                                         | Penske Racing South        | Dodge     | 4   | 41  |
| 2008                                         | Penske Racing South        | Dodge     | 43  | 2   |
| 2009                                         | Penske Championship Racing | Dodge     | 13  | 10  |
| 2010                                         | Penske Championship Racing | Dodge     | 10  | 23  |
| 2011                                         | Penske Racing              | Dodge     | 3   | 5   |
| 2012                                         | Phoenix Racing             | Chevrolet | 28  | 39  |
| 2013                                         | Furniture Row Racing       | Chevrolet | 11  | 28  |
| 2014                                         | Stewart-Haas Racing        | Chevrolet | 8   | 21  |
| 2015                                         | Stewart-Haas Racing        | Chevrolet | QL† | QL† |
| 2016                                         | Stewart-Haas Racing        | Chevrolet | 8   | 10  |
| 2017                                         | Stewart-Haas Racing        | Ford      | 8   | 1   |
| 2018                                         | Stewart-Haas Racing        | Ford      | 11  | 26  |
| 2019                                         | Chip Ganassi Racing        | Chevrolet | 12  | 25  |
| 2020                                         | Chip Ganassi Racing        | Chevrolet | 18  | 33  |
| 2021                                         | Chip Ganassi Racing        | Chevrolet | 20  | 22  |
| 2022                                         | 23XI Racing                | Toyota    | 17  | 19  |
| † – Qualificato ma sostituito da Regan Smith |                            |           |     |     |

#### Nationwide Series
| NASCAR Nationwide Series risultati | NASCAR Nationwide Series risultati | NASCAR Nationwide Series risultati | NASCAR Nationwide Series risultati | NASCAR Nationwide Series risultati | NASCAR Nationwide Series risultati | NASCAR Nationwide Series risultati | NASCAR Nationwide Series risultati | NASCAR Nationwide Series risultati | NASCAR Nationwide Series risultati | NASCAR Nationwide Series risultati | NASCAR Nationwide Series risultati | NASCAR Nationwide Series risultati | NASCAR Nationwide Series risultati | NASCAR Nationwide Series risultati | NASCAR Nationwide Series risultati | NASCAR Nationwide Series risultati | NASCAR Nationwide Series risultati | NASCAR Nationwide Series risultati | NASCAR Nationwide Series risultati | NASCAR Nationwide Series risultati | NASCAR Nationwide Series risultati | NASCAR Nationwide Series risultati | NASCAR Nationwide Series risultati | NASCAR Nationwide Series risultati | NASCAR Nationwide Series risultati | NASCAR Nationwide Series risultati | NASCAR Nationwide Series risultati | NASCAR Nationwide Series risultati | NASCAR Nationwide Series risultati | NASCAR Nationwide Series risultati | NASCAR Nationwide Series risultati | NASCAR Nationwide Series risultati | NASCAR Nationwide Series risultati | NASCAR Nationwide Series risultati | NASCAR Nationwide Series risultati | NASCAR Nationwide Series risultati | NASCAR Nationwide Series risultati | NASCAR Nationwide Series risultati | NASCAR Nationwide Series risultati | NASCAR Nationwide Series risultati | NASCAR Nationwide Series risultati |
| Anno                               | Team                               | N°                                 | Costruttore                        | 1                                  | 2                                  | 3                                  | 4                                  | 5                                  | 6                                  | 7                                  | 8                                  | 9                                  | 10                                 | 11                                 | 12                                 | 13                                 | 14                                 | 15                                 | 16                                 | 17                                 | 18                                 | 19                                 | 20                                 | 21                                 | 22                                 | 23                                 | 24                                 | 25                                 | 26                                 | 27                                 | 28                                 | 29                                 | 30                                 | 31                                 | 32                                 | 33                                 | 34                                 | 35                                 | Pos.                               | Punti                              |                                    |
| ---------------------------------- | ---------------------------------- | ---------------------------------- | ---------------------------------- | ---------------------------------- | ---------------------------------- | ---------------------------------- | ---------------------------------- | ---------------------------------- | ---------------------------------- | ---------------------------------- | ---------------------------------- | ---------------------------------- | ---------------------------------- | ---------------------------------- | ---------------------------------- | ---------------------------------- | ---------------------------------- | ---------------------------------- | ---------------------------------- | ---------------------------------- | ---------------------------------- | ---------------------------------- | ---------------------------------- | ---------------------------------- | ---------------------------------- | ---------------------------------- | ---------------------------------- | ---------------------------------- | ---------------------------------- | ---------------------------------- | ---------------------------------- | ---------------------------------- | ---------------------------------- | ---------------------------------- | ---------------------------------- | ---------------------------------- | ---------------------------------- | ---------------------------------- | ---------------------------------- | ---------------------------------- | ---------------------------------- |
| 2006                               | Penske Racing South                | 39                                 | Dodge                              | DAY                                | CAL                                | MXC                                | LVS                                | ATL                                | BRI                                | TEX 1*                             | NSH                                | PHO 4                              | TAL                                | RCH                                | DAR                                | CLT 2                              | DOV 3                              | NSH                                | KEN                                | MLW                                | DAY                                | CHI 6*                             | NHA                                | MAR                                | GTY                                | IRP                                | GLN 1*                             | MCH 21                             | BRI                                | CAL                                | RCH                                | DOV                                | KAN                                | CLT                                | MEM                                | TEX                                | PHO                                | HOM                                | 39º                                | 1160                               |                                    |
| 2007                               | Penske Racing South                | 12                                 | Dodge                              | DAY                                | CAL                                | MXC                                | LVS 4                              | ATL                                | BRI                                | NSH                                | TEX 8                              | PHO                                | TAL                                | RCH                                | DAR                                | CLT 41                             | DOV                                | NSH                                | KEN                                | MLW                                | NHA                                | DAY                                | CHI                                | GTY                                | IRP                                | CGV                                |                                    |                                    |                                    |                                    |                                    |                                    |                                    |                                    |                                    |                                    |                                    |                                    | 69º                                | 527                                |                                    |
| 2007                               | Penske Racing South                | 39                                 | Dodge                              |                                    |                                    |                                    |                                    |                                    |                                    |                                    |                                    |                                    |                                    |                                    |                                    |                                    |                                    |                                    |                                    |                                    |                                    |                                    |                                    |                                    |                                    |                                    | GLN 3                              | MCH                                | BRI                                | CAL                                | RCH                                | DOV                                | KAN                                | CLT                                | MEM                                | TEX                                | PHO                                | HOM                                | 69º                                | 527                                |                                    |
| 2011                               | Penske Racing                      | 22                                 | Dodge                              | DAY                                | PHO                                | LVS                                | BRI                                | CAL                                | TEX                                | TAL                                | NSH                                | RCH                                | DAR                                | DOV                                | IOW                                | CLT                                | CHI                                | MCH                                | ROA                                | DAY                                | KEN                                | NHA                                | NSH                                | IRP                                | IOW                                | GLN 1                              | CGV                                | BRI                                | ATL                                | RCH                                | CHI                                | DOV                                | KAN                                | CLT                                | TEX                                | PHO                                | HOM                                |                                    | 97º                                | 01                                 |                                    |
| 2012                               | Phoenix Racing                     | 1                                  | Chevy                              | DAY 10*                            | PHO                                | LVS                                | BRI                                | CAL                                |                                    |                                    | TAL 6                              |                                    |                                    |                                    |                                    |                                    |                                    |                                    | DAY 1*                             | NHA                                | CHI                                | IND 34                             |                                    |                                    |                                    |                                    |                                    |                                    |                                    |                                    |                                    |                                    |                                    |                                    |                                    |                                    |                                    |                                    | 102º                               | 01                                 |                                    |
| 2012                               | Kyle Busch Motorsports             | 54                                 | Toyota                             |                                    |                                    |                                    |                                    |                                    | TEX 30                             | RCH 1                              |                                    | DAR 8                              | IOW 5                              | CLT                                | DOV 4                              | MCH 3                              | ROA 8                              | KEN 2                              |                                    |                                    |                                    |                                    | IOW 17                             | GLN                                | CGV                                | BRI                                | ATL                                | RCH 3                              | CHI 28                             | KEN                                | DOV                                | CLT                                | KAN                                | TEX                                | PHO                                | HOM                                |                                    |                                    | 102º                               | 01                                 |                                    |
| 2013                               | Phoenix Racing                     | 1                                  | Chevy                              | DAY 35                             | PHO                                | LVS                                | BRI                                | CAL                                | TEX                                | RCH                                | TAL 4                              | DAR                                | CLT                                | DOV                                | IOW                                | MCH                                | ROA                                | KEN                                | DAY 4                              | NHA                                | CHI                                | IND                                | IOW                                | GLN                                | MOH                                | BRI                                | ATL                                | RCH                                | CHI                                | KEN                                | DOV                                | KAN                                | CLT                                | TEX                                | PHO                                | HOM                                |                                    |                                    | 104º                               | 01                                 |                                    |

#### Camping World Truck Series
| 2000 | Roush Racing             | 99 | Ford   | DAY 2 | HOM 9 | PHO 4 | MMR 2 | MAR 23 | PIR 11 | GTY 21 | MEM 13 | PPR 2 | EVG 5 | TEX 6 | KEN 29 | GLN 2 | MLW 1* | NHA 1 | NZH 14 | MCH 2 | IRP 6 | NSV 12 | CIC 19 | RCH 3* | DOV 1 | TEX 3 | CAL 1 | 2º  | 3596 |
| 2001 | Roush Racing             | 99 | Ford   | DAY   | HOM   | MMR   | MAR   | GTY    | DAR    | PPR    | DOV    | TEX   | MEM   | MLW 5 | KAN    | KEN   | NHA    | IRP   | NSH    | CIC   | NZH   | RCH    | SBO    | TEX    | LVS   | PHO   | CAL   | 79º | 155  |
| 2012 | Kyle Busch Motorsports   | 18 | Toyota | DAY   | MAR   | CAR   | KAN   | CLT    | DOV    | TEX    | KEN    | IOW   | CHI   | POC   | MCH 9  | BRI   |        |       |        |       | TAL 7 | MAR    | TEX    | PHO    | HOM   |       |       | 87º | 01   |
| 2012 | Billy Ballew Motorsports | 51 | Chevy  |       |       |       |       |        |        |        |        |       |       |       |        |       | ATL 10 | IOW   | KEN    | LVS   |       |        |        |        |       |       |       | 87º | 01   |

1 Dopo l'iscrizione, l'autista ed il proprietario non hanno totalizzato punti.

### 24 Ore di Daytona
| 2005 | DP | 49 | Multimatic MDP1 Ford 5.0L V8 | Multimatic Motorsports | Scott Maxwell Matthew "Matt" Kenseth Gregory "Greg" Biffle | 588 | Rit | Rit |
| 2008 | DP | 9  | Riley Mk. XI Pontiac 5.0L V8 | Penske-Taylor Racing   | Ryan Briscoe Hélio Castroneves                             | 689 | 3º  | 3º  |

### Corse americane a ruote scoperte

#### IndyCar Series
| 2014 | Andretti Autosport | Dallara DW12 | Honda | STP | LBH | ALA | IMS | INDY 6 | DET | DET | TXS | HOU | HOU | POC | IOW | TOR | TOR | MDO | MIL | SNM | FON | 25º | 80 |

#### 500 Miglia di Indianapolis
| Anno   | N° auto | Partito | Media qualifica | Finito | Giri | Giri in testa | Causa ritiro |
| ------ | ------- | ------- | --------------- | ------ | ---- | ------------- | ------------ |
| 2014   | 26      | 12º     | 230.782         | 6º     | 200  | 0             | /            |
| Totale | Totale  | Totale  | Totale          | Totale | 200  | 0             |              |

(  'Bold'    - Pole position.  *   - La maggior parte dei giri in testa. .)

#### International Race of Champions
| International Race of Champions risultati | International Race of Champions risultati | International Race of Champions risultati | International Race of Champions risultati | International Race of Champions risultati | International Race of Champions risultati | International Race of Champions risultati | International Race of Champions risultati | International Race of Champions risultati |
| Anno                                      | Costruttore                               | 1                                         | 2                                         | 3                                         | 4                                         | Pos.                                      | Punti                                     |                                           |
| ----------------------------------------- | ----------------------------------------- | ----------------------------------------- | ----------------------------------------- | ----------------------------------------- | ----------------------------------------- | ----------------------------------------- | ----------------------------------------- | ----------------------------------------- |
| 2003                                      | Pontiac                                   | DAY 2                                     | TAL 1*                                    | CHI 3                                     | IND 4                                     | 1º                                        | 69                                        |                                           |
| 2004                                      | Pontiac                                   | DAY 2                                     | TXS 11                                    | RCH 3                                     | ATL 4                                     | 5º                                        | 46                                        |                                           |
| 2005                                      | Pontiac                                   | DAY 9                                     | TXS 11                                    | RCH 2*                                    | ATL 12                                    | 6º                                        | 43                                        |                                           |